# Marduk (zespół muzyczny)
Marduk – szwedzki zespół muzyczny wykonujący black metal. Powstał w 1990 roku w Norrköping z inicjatywy gitarzysty Morgana Håkanssona, który pozostaje jednym członkiem oryginalnego składu. Od 2014 roku grupę współtworzą ponadto wokalista Daniel „Mortuus” Rostén, basista Magnus „Devo” Andersson oraz perkusista Fredrik Widigs. Do 2015 roku grupa nagrała m.in. trzynaście albumów studyjnych, ciesząc się znaczną popularnością w podziemiu artystycznym. Ostatni, wydany w 2015 roku album zatytułowany Frontschwein odniósł, prawdopodobnie największy sukces komercyjny w historii działalności zespołu. Nagrania trafiły na liczne listy przebojów, m.in. w Szwecji, Francji, Niemczech i Holandii.
Od 2000 roku Håkansson prowadzi oficynę Blooddawn Productions, nakładem której ukazało się szereg nagrań Marduka. Do 2011 roku firma działała jako oddział Regain Records. Następnie muzyk podpisał kontrakt partnerski z wytwórnią Century Media Records.

## Historia

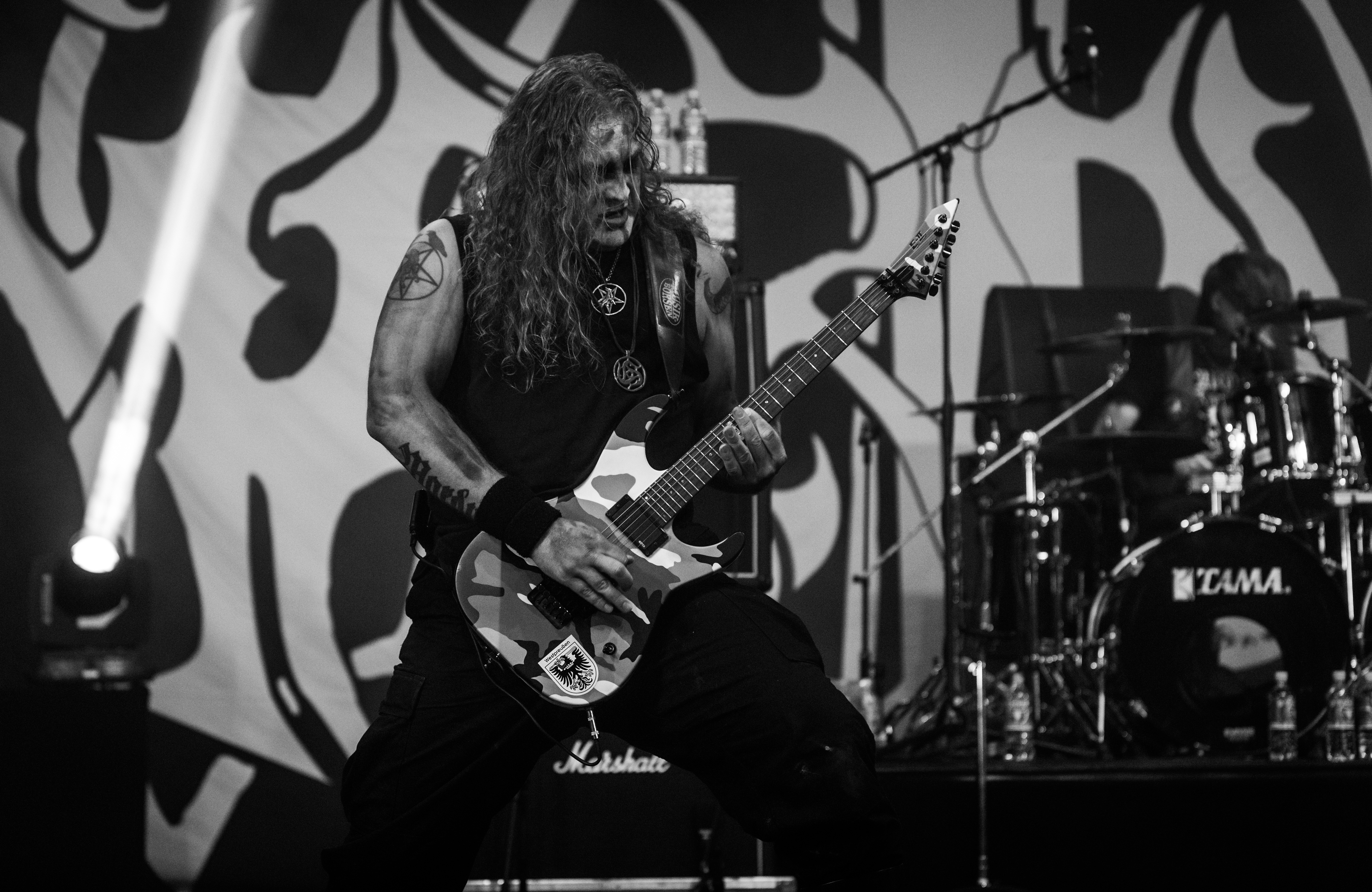
Morgan Håkansson podczas koncertu na festiwalu Wacken Open Air w 2016 roku

Zespół powstał w 1990 roku w Norrköping z inicjatywy gitarzysty Morgana Håkanssona, byłego członka punkrockowego zespołu Moses. Pierwszy skład utworzyli ponadto basista Rikard Kalm, związany z zespołem Darkified perkusista Joakim Av Grav oraz wokalista Andreas Axelsson, grający wówczas na gitarze w grupie Edge of Sanity. W tym składzie zespół zarejestrował demo zatytułowane Fuck Me Jesus, które ukazało się w czerwcu 1991 roku. Rok później skład uzupełnił drugi gitarzysta Magnus „Devo” Andersson. Jako kwintet, w przeciągu czterech dni zespół zarejestrował debiutancki album studyjny. Płyta zatytułowała Dark Endless ukazała się w grudniu 1992 roku nakładem wytwórni muzycznej No Fashion Records. Tego samego roku skład opuścił Rikard Kalm, w miejsce którego zespół zatrudnił Rogera „B.War” Svenssona z grupy Allegiance. Rok później z zespołu odszedł także wokalista Andreas Axelsson, którego funkcję przejął Joakim Av Grav, łącząc z obowiązkami perkusisty. W nowym składzie muzycy zarejestrowali drugi album pt. Those of the Unlight, który trafił do sprzedaży w październiku 1993 roku nakładem francuskiej oficyny Osmose Productions.
Także w 1993 roku skład uzupełnił kolega Svenssona z zespołu Allegiance – perkusista Fredrik Andersson, który przejął stanowisko Joakima Av Grava nadal pełniącego funkcję wokalisty w grupie. W 1994 roku z zespołu odszedł Magnus „Devo” Andersson i ponownie jako kwartet muzycy zarejestrowali trzeci album długogrający. Wydawnictwo zatytułowane Opus Nocturne ukazało się w grudniu tego samego roku. W 1995 roku z grupy odszedł Joakim Av Grav, którego zastąpił Erik „Legion” Hagstedt. Do składu zespołu został zaangażowany ponadto drugi gitarzysta Kim Osara, którego członkiem pozostał do następnego roku. Czwarty album Marduk pt.Heaven Shall Burn... When We Are Gathered ukazał się czerwcu 1996 roku. W 1997 roku na potrzeby trasy koncertowej muzycy zatrudnili Petera Tägtgrena, członka Hypocrisy, by w latach późniejszych ostatecznie porzucić zamysł dwóch gitarzystów w składzie. 4 sierpnia 1998 roku odbyła się premiera piątej długogrającej płyty zespołu pt. Nightwing. W czerwcu 1999 roku do sprzedaży trafił szósty album formacji zatytułowany Panzer Division Marduk. Odwołujący się w swej treści do II wojny światowej materiał przysporzył zespołowi krytyki i oskarżeń o pochwałę zbrodni nazistowskich. Wydawnictwo było promowane podczas europejskiej trasy koncertowej wraz z Angelcorpse. Ponadto, rok później grupa wzięła udział w objazdowym festiwalu No Mercy, m.in. u boku Immortal, Cannibal Corpse oraz Dark Funeral. 17 kwietnia 2001 roku został wydany siódmy album długogrający zespołu pt. La Grande Danse Macabre. Rok później grupę opuścił perkusista Fredrik Andersson, którego zastąpił Emil Dragutinović, muzyk związany poprzednio z zespołem Nominon.

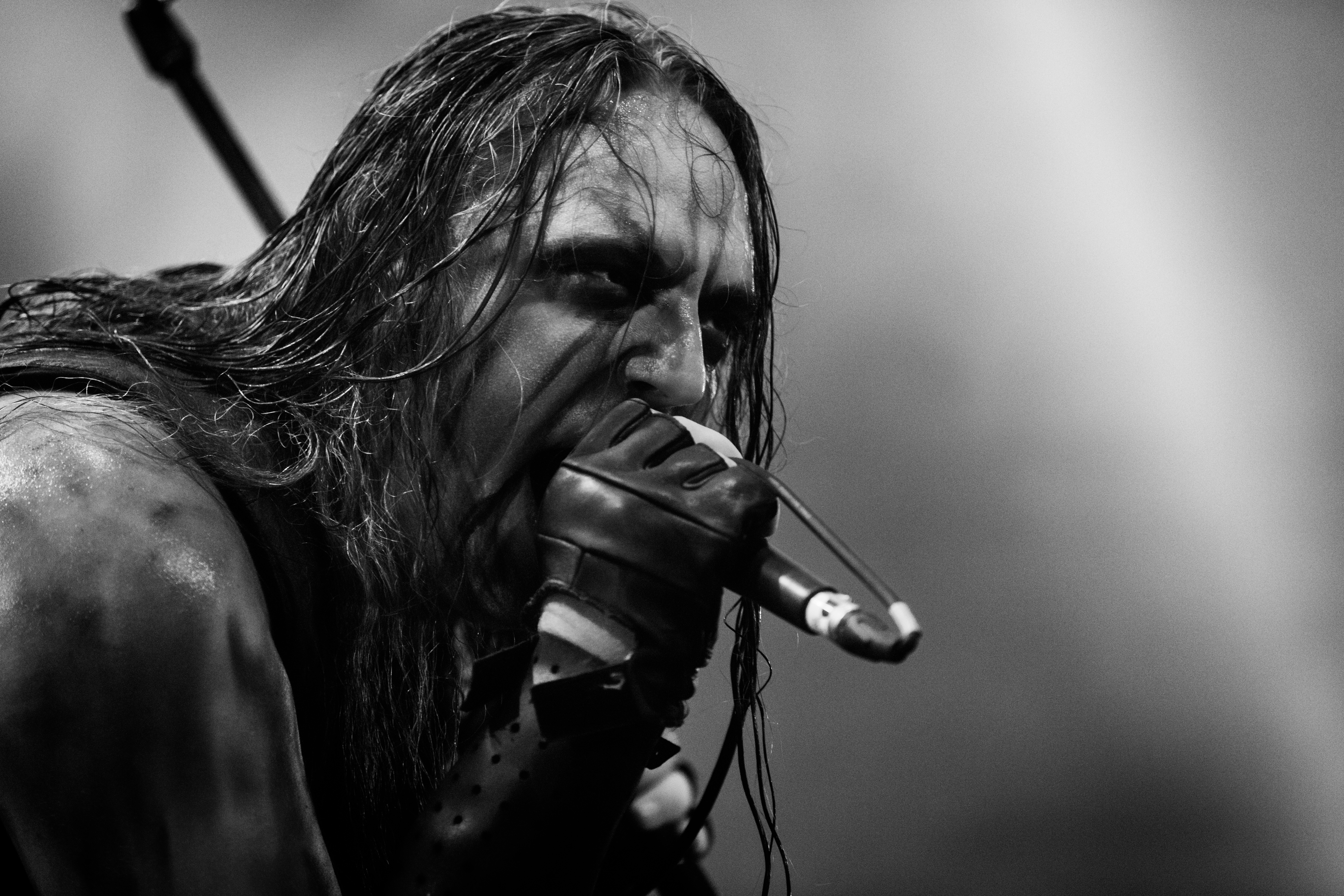
Daniel „Mortuus” Rostén podczas koncertu na festiwalu Wacken Open Air w 2016 roku

W marcu 2003 roku ukazał się ósmy album studyjny grupy pt. World Funeral. Nagrania były promowane teledyskami do utworów „Hearse” i „World Funeral”. Wkrótce potem, po ośmiu latach współpracy z zespołu odszedł wokalista Erik „Legion” Hagstedt. Zastąpił go lider formacji Funeral Mist – Daniel „Arioch” Rostén, w Marduk posługujący się pseudonimem Mortuus. W ślad za nim w 2004 roku skład opuścił także basista Roger „B.War” Svensson, którego zastąpił Magnus „Devo” Andersson, występujący w zespole poprzednio jako gitarzysta. W nowym składzie zespół nagrał swój dziewiąty album studyjny pt. Plague Angel, na którym znalazł się między innymi utwór o powstaniu warszawskim, zatytułowany Warschau. Po jego wydaniu w 2004 roku, zespół udał się w ogólnoświatową, ponadroczną trasę koncertową Deathmarch 2004/2005. W ramach tej trasy zespół zagrał również koncert w Warszawie, uwieczniony na trzeciej po Live in Germania (1997) i Infernal Eternal (2000) płycie koncertowej, pt. Warschau (2005).
Jesienią 2006 roku ukazało się dwupłytowe DVD Blood Puke Salvation, dokumentujące przebieg trasy Deathmarch 2004/2005 i zawierające dodatkowe materiały, w tym wywiady i teledyski. W listopadzie 2006 nastąpiła zmiana składu, z zespołu odszedł perkusista Emil Dragutinović, którego na początku 2007 roku zastąpił, członek formacji Absurdeity – Lars Broddesson. Dragutinović zagrał jednak jako muzyk sesyjny na dziesiątej studyjnej płycie zespołu, zatytułowanej Rom 5:12, która ukazała się w roku 2007. Partie perkusji na trzech z dziesięciu utworów na płycie („Imago Mortis”, „Accuser/Opposer” oraz „Womb of Perishableness”) zagrał J. Gustaffson. Na płycie gościnnie pojawili się wokalista irlandzkiego Primordial, Alan „Nemtheanga” Averill, w utworze „Accuser/Opposer” oraz były wokalista Marduk, Joakim Gothberg, w utworze „Cold Mouth Prayer”. Po wydaniu płyty zespół udał się na kilka tras koncertowych po całym świecie. Jesienią 2009 roku wydany został jedenasty album zespołu – Wormwood. Nagrania były promowane podczas trasy koncertowej Funeral Nation 2009/2010. Zespół wziął także udział w ogólnopolskiej trasie Blitzkrieg 5, poprzedzając formację Vader.

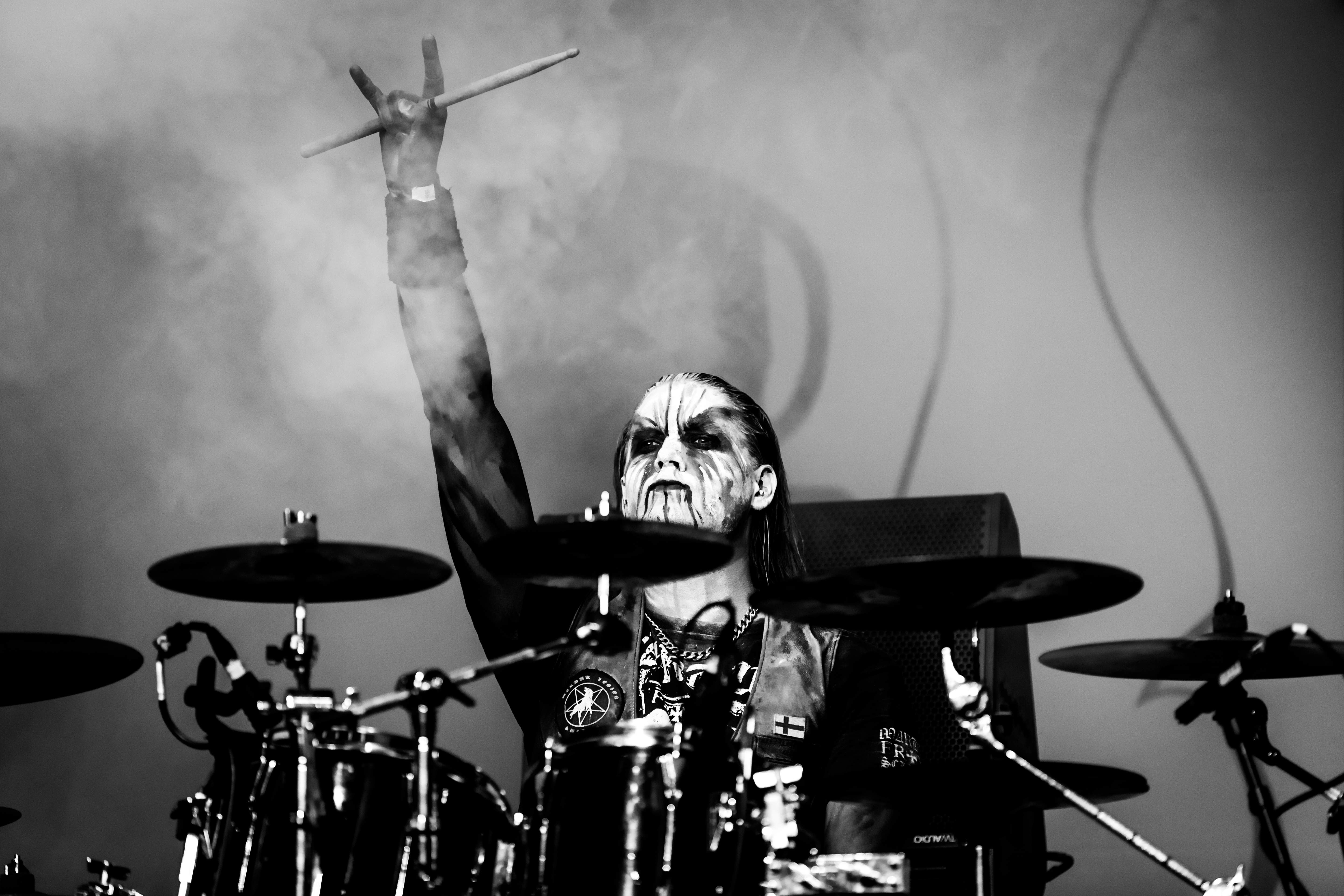
Fredrik Widigs podczas koncertu na festiwalu Wacken Open Air w 2016 roku

W maju 2011 roku do sprzedaży trafił minialbum formacji zatytułowany Iron Dawn. Następnie na przełomie maja i czerwca grupa odbyła krótkie tournée w USA. 25 maja 2012 roku ukazał się dwunasty album grupy pt. Serpent Sermon. Do pochodzącego z płyty utworu pt. „Souls for Belial” zrealizowano teledysk, który wyreżyserował Håkan Sjödin. Singel uzyskał ponadto status złotej płyty w Szwecji sprzedając się w nakładzie 10 tys. egzemplarzy. W tym samym roku zespół rozpoczął serię koncertów promujących najnowszy album. Trasa pt. Serpent Sermon Tour 2012 obejmowała szereg występów w Europie w tym dwa koncerty w Polsce, które zespół zagrał w Krakowie oraz Łodzi. W 2013 roku grupa kontynuowała koncerty w Ameryce Północnej, Ameryce Południowej, Australii, Azji oraz Europie.
19 stycznia 2015 roku ukazał się trzynasty album studyjny kwartetu zatytułowany Frontschwein. Pod względem aranżacji artystycznej album silnie nawiązywał do motywów II wojny światowej, której wątki przewijają się zarówno w warstwie tekstowej, muzycznej, jak i wizualnej albumu. Do tytułowego utworu „Frontschwein” zrealizowano teledysk inspirowany tematyką wojenną. Wydawnictwo zostało nagrane z nowym perkusistą Fredrikiem Widigsem, który zastąpił Larsa Broddessona, pełniącego dotychczas obowiązki perkusisty grupy. Powodem tej zmiany były kwestie zdrowotne Larsa, który w wyniku problemów z kręgosłupem nie mógł kontynuować swojego udziału w dalszej działalności muzycznej zespołu. W 2015 oraz 2016 roku Marduk odbył zakrojoną na szeroką skalę trasę promującą nowy album, obejmującą koncerty w Europie, Azji, Australii, Ameryce Południowej oraz Ameryce Północnej.
W 2018 roku grupa ogłosiła swój kolejny album o nazwie Viktoria, którego premiera miała miejsce 22 czerwca. Wydawnictwo promowane było utworami Werwolf oraz Viktoria do których zrealizowano teledyski. Koncepcja albumu podążała szlakiem wytyczonym przez płytę Frontschwein, stanowiąc kontynuację motywów II wojny światowej zapoczątkowanych w 2015 roku. Jak podkreśla gitarzysta zespołu Morgan: „Jest to kontynuacja albumu Frontschwein, choć muzycznie stanowi inną podróż. Oczywiście główny temat pozostaje niezmienny, ale jak zawsze w przypadku kolejnej odsłony Marduk jest to odmienna koncepcja muzyczna, która zawiera w sobie wiele różnic, mocy, agresji, oddania oraz uczuć.”

## Muzycy
| Obecny skład zespołu - Morgan Håkansson – gitara (od 1990) - Daniel „Mortuus” Rostén – wokal prowadzący (od 2004) - Simon "Bloodhammer" Schilling – perkusja (od 2019) Muzycy koncertowi - Peter Tägtgren – gitara (1997) - Fredrik Widigs – perkusja (2013–2014) - Simon Wizén – gitara basowa (od 2023) |  | Byli członkowie zespołu - Emil Dragutinović – perkusja (2002–2006) - Roger „B.War” Svensson – gitara basowa (1992–2004) - Erik „Legion” Hagstedt – wokal prowadzący (1995–2003) - Fredrik Andersson – perkusja (1993–2002) - Kim Osara – gitara (1995–1996) - Joakim Av Grav (Joakim Göthberg) – perkusja (1990–1995), wokal prowadzący (1993–1995) - Andreas Axelsson – wokal prowadzący (1990–1993) - Rikard Kalm – gitara basowa (1990–1992) - Lars Broddesson – perkusja (2007–2014) - Fredrik Widigs – perkusja (2014-2018) - Magnus „Devo” Andersson – gitara (1992–1994), gitara basowa (2004-2019) |

Oś czasu

## Dyskografia

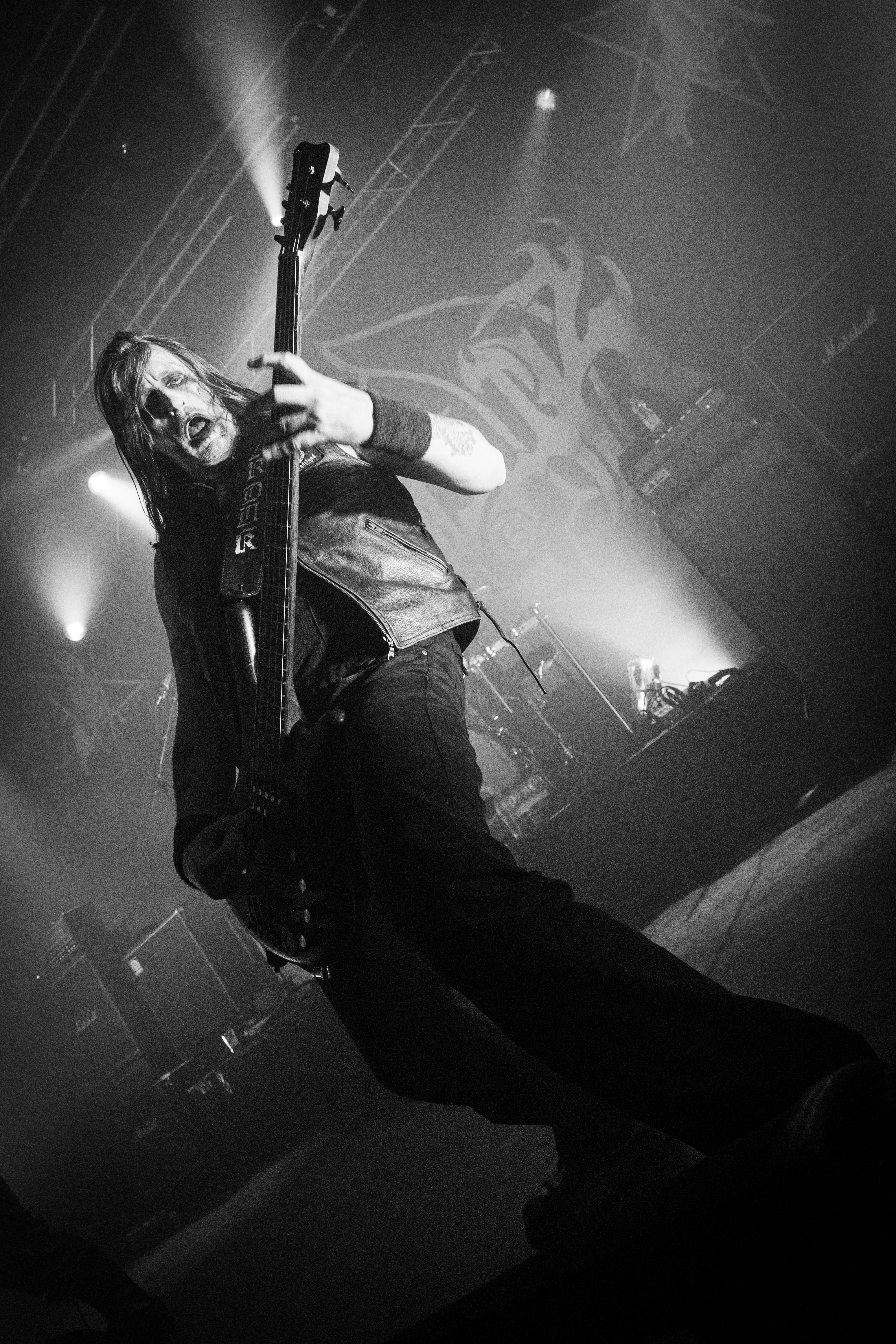
Magnus „Devo” Andersson podczas koncertu na festiwalu Eindhoven Metal Meeting w 2015 roku

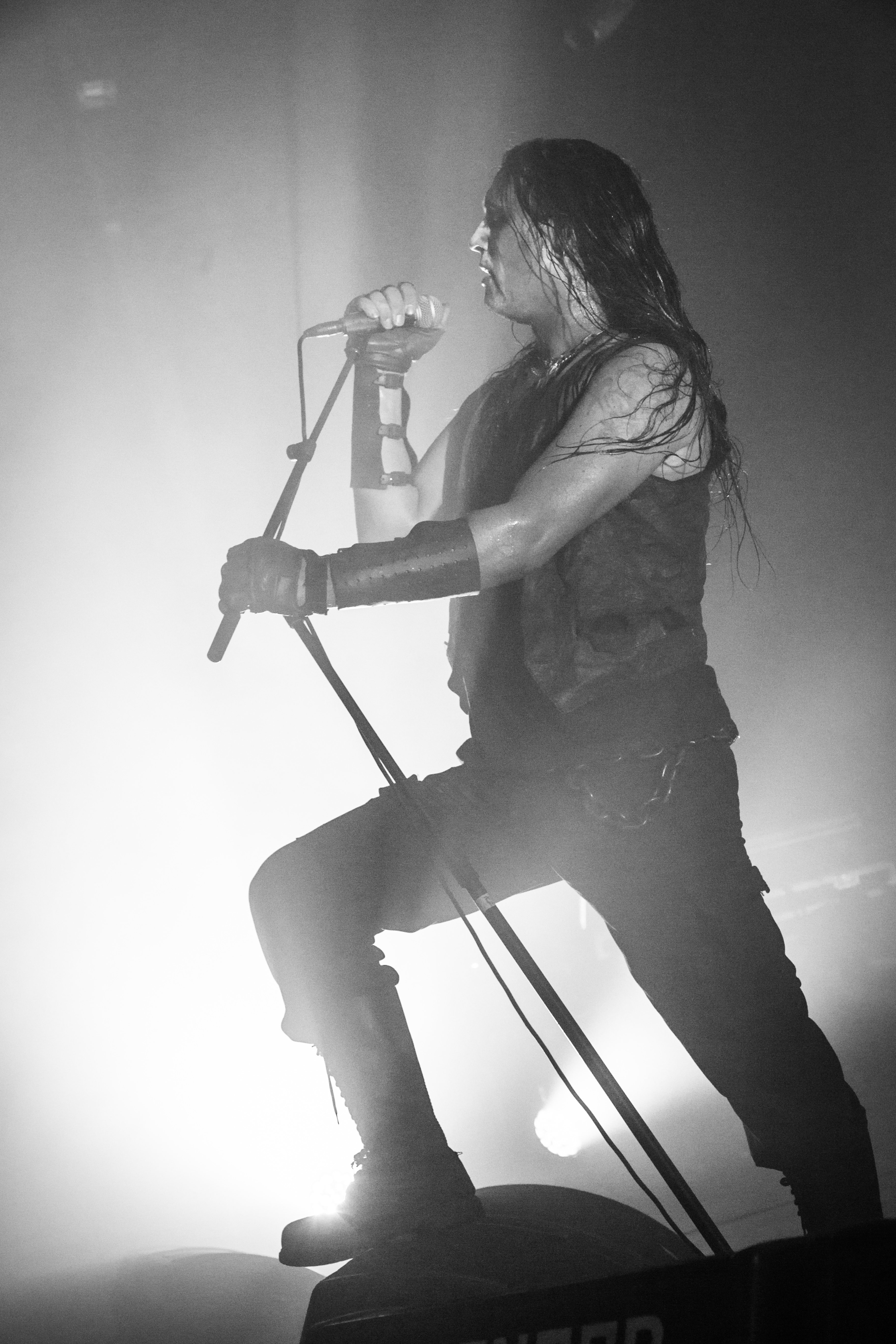
Daniel „Mortuus” Rostén podczas koncertu na festiwalu Eindhoven Metal Meeting w 2015 roku

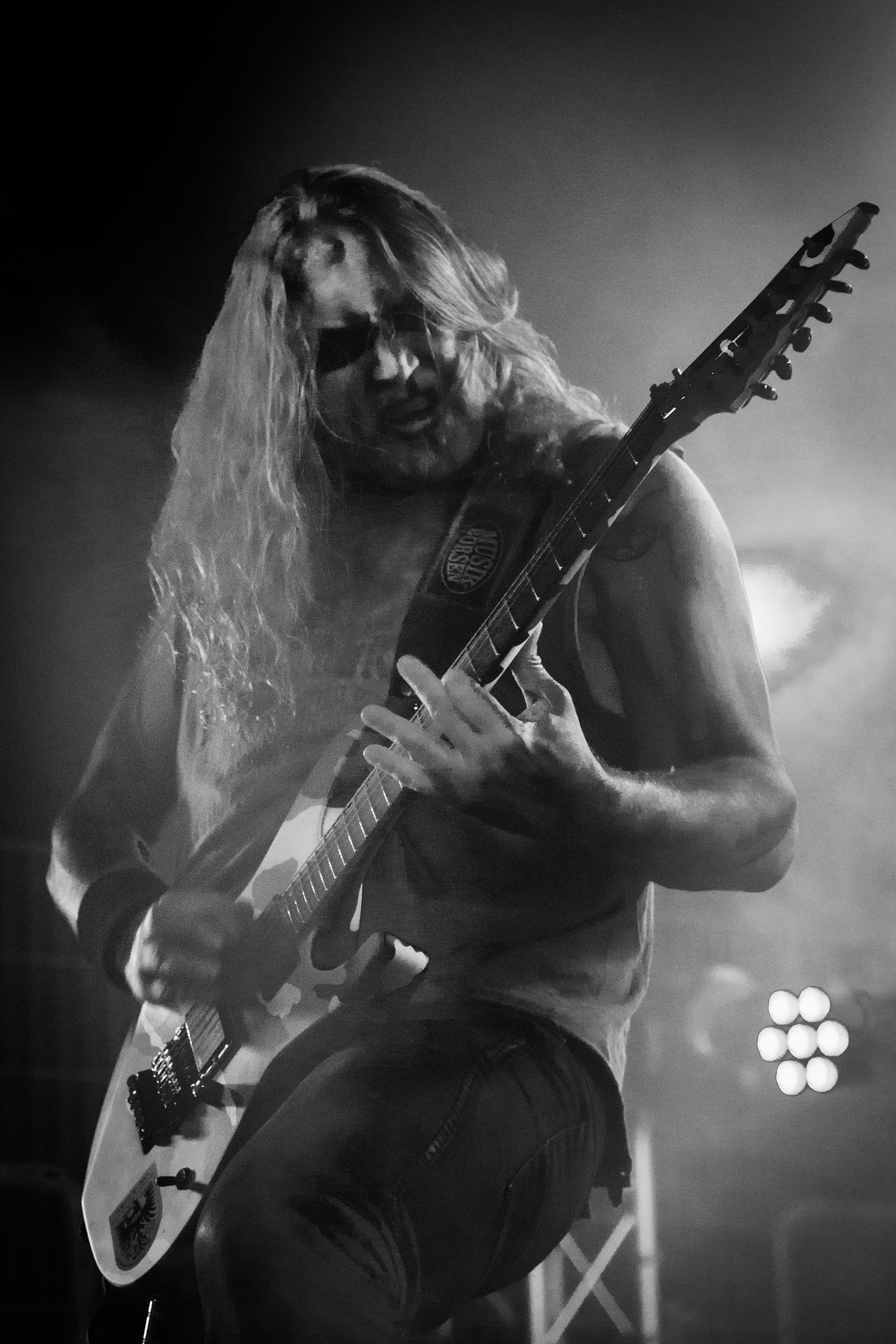
Morgan Håkansson podczas koncertu na festiwalu Eistnaflug w 2016 roku

Albumy studyjne
| Dark Endless                              | - Data: 7 grudnia 1992 - Wydawca: No Fashion Records        | –  | –   | –  | –   | –  | –   | –  | –  |                  |
| Those of the Unlight                      | - Data: 11 października 1993 - Wydawca: Osmose Productions  | –  | –   | –  | –   | –  | –   | –  | –  |                  |
| Opus Nocturne                             | - Data: 1 grudnia 1994 - Wydawca: Osmose Productions        | –  | –   | –  | –   | –  | –   | –  | –  |                  |
| Heaven Shall Burn... When We Are Gathered | - Data: 14 czerwca 1996 - Wydawca: Osmose Productions       | –  | –   | –  | –   | –  | –   | –  | –  |                  |
| Nightwing                                 | - Data: 4 sierpnia 1998 - Wydawca: Osmose Productions       | –  | –   | –  | –   | –  | –   | –  | –  |                  |
| Panzer Division Marduk                    | - Data: czerwiec 1999 - Wydawca: Osmose Productions         | –  | –   | –  | –   | –  | –   | –  | –  |                  |
| La Grande Danse Macabre                   | - Data: 17 kwietnia 2001 - Wydawca: Blooddawn Productions   | –  | –   | –  | –   | –  | –   | –  | –  |                  |
| World Funeral                             | - Data: 25 marca 2003 - Wydawca: Blooddawn/Regain           | –  | –   | –  | –   | –  | –   | –  | –  |                  |
| Plague Angel                              | - Data: 22 listopada 2004 - Wydawca: Blooddawn/Regain       | –  | –   | –  | –   | –  | –   | –  | –  |                  |
| Rom 5:12                                  | - Data: 24 kwietnia 2007 - Wydawca: Blooddawn/Regain        | –  | 198 | –  | –   | –  | –   | –  | –  |                  |
| Wormwood                                  | - Data: 24 września 2009 - Wydawca: Blooddawn/Regain        | 53 | –   | –  | –   | –  | –   | –  | –  | - USA: 0,6 tys.+ |
| Serpent Sermon                            | - Data: 25 maja 2012 - Wydawca: Blooddawn/Century Media     | 43 | –   | –  | 122 | 92 | –   | –  | 44 | - USA: 0,8 tys.+ |
| Frontschwein                              | - Data: 19 stycznia 2015 - Wydawca: Blooddawn/Century Media | 23 | 123 | 81 | 126 | 34 | 83  | 25 | 25 | - USA: 1,4 tys.+ |
| Viktoria                                  | - Data: 22 czerwca 2018 - Wydawca: Blooddawn/Century Media  | 29 | 141 | 50 | 90  | 10 | 154 | 17 | 15 |                  |
| Memento Mori                              | - Data: 22 czerwca 2018 - Wydawca: Blooddawn/Century Media  | –  | 119 | 84 | 114 | 10 | 61  | 22 |    |                  |
| „–” album nie był notowany.               |                                                             |    |     |    |     |    |     |    |    |                  |

Albumy wideo
| Blackcrowned                 | - Data: 25 lutego 2002 - Wydawca: Blooddawn/Regain       | –  |
| Funeral Marches And Warsongs | - Data: 16 lutego 2004 - Wydawca: Regain/Candlelight     | –  |
| Blood Puke Salvation         | - Data: 19 października 2006 - Wydawca: Blooddawn/Regain | 17 |
| „–” album nie był notowany.  |                                                          |    |

Minialbumy
| Tytuł           | Dane dot. albumu                                        |
| --------------- | ------------------------------------------------------- |
| Glorification   | - Data: 9 września 1996 - Wydawca: Osmose Productions   |
| Here’s No Peace | - Data: 13 października 1997 - Wydawca: Shadow Records  |
| Obedience       | - Data: 6 marca 2000 - Wydawca: Blooddawn/Regain        |
| Deathmarch      | - Data: 1 grudnia 2004 - Wydawca: Blooddawn Productions |
| Iron Dawn       | - Data: 27 maja 2011 - Wydawca: Blooddawn Productions   |

Albumy koncertowe
| Tytuł            | Dane dot. albumu                                        |
| ---------------- | ------------------------------------------------------- |
| Live in Germania | - Data: 20 czerwca 1997 - Wydawca: Osmose Productions   |
| Infernal Eternal | - Data: 2000 - Wydawca: Blooddawn Productions           |
| Warschau         | - Data: 5 grudnia 2005 - Wydawca: Blooddawn Productions |

Dema
| Tytuł         | Dane dot. albumu                       |
| ------------- | -------------------------------------- |
| Fuck Me Jesus | - Data: 1991 - Wydawca: wydanie własne |

## Teledyski

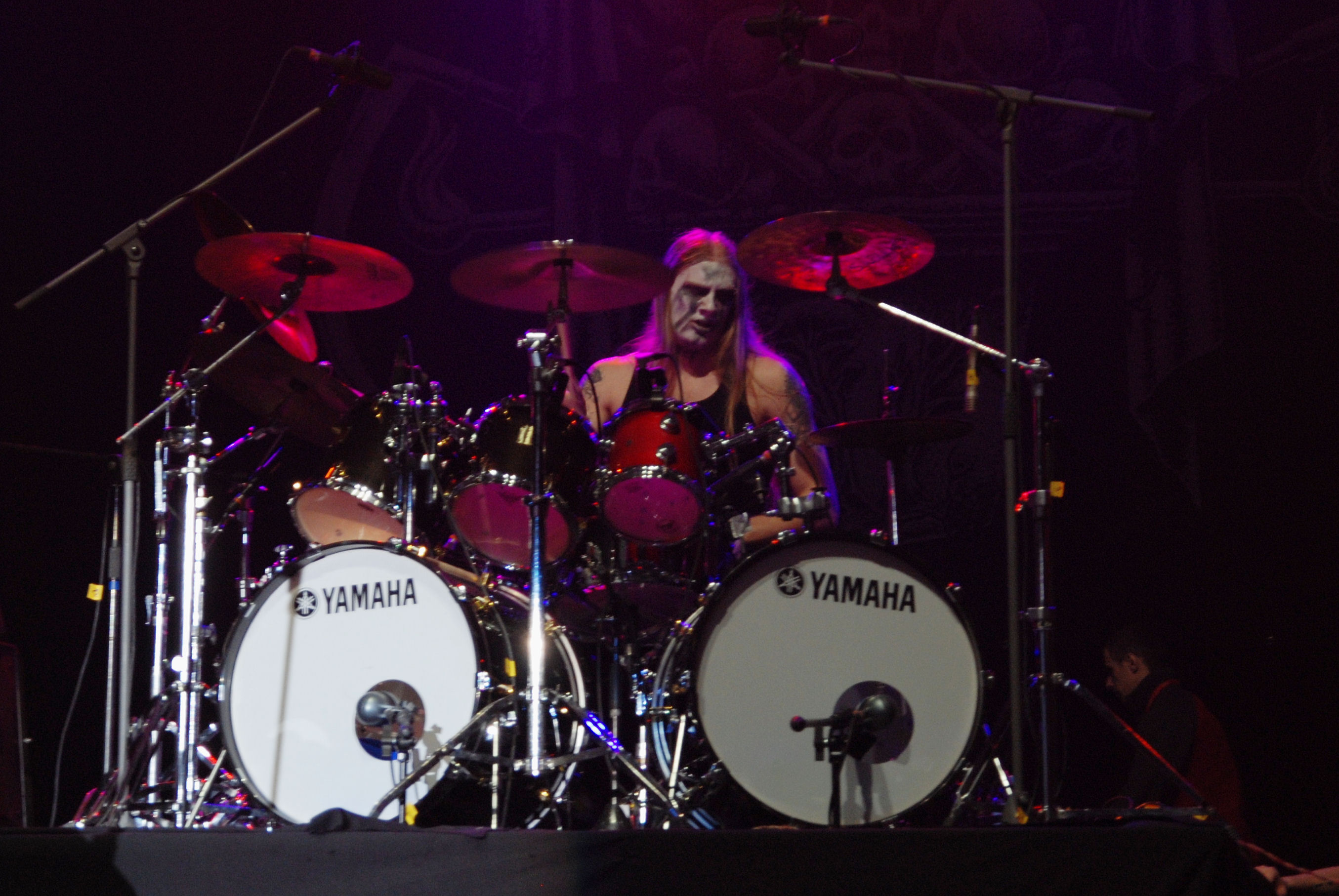
Lars Broddesson podczas koncertu na festiwalu Metalmania w katowickim Spodku 8 marca 2008 roku

| Tytuł              | Rok  | Reżyseria       | Album          | Źródło |
| ------------------ | ---- | --------------- | -------------- | ------ |
| „Hearse”           | 2003 | –               | World Funeral  | [ 12 ] |
| „World Funeral”    | 2003 | –               | World Funeral  | [ 12 ] |
| „Throne Of Rats”   | 2004 | Roger Johansson | Plague Angel   | [ 44 ] |
| „Steel Inferno”    | 2004 | –               | Plague Angel   | [ 12 ] |
| „Souls For Belial” | 2012 | Håkan Sjödin    | Serpent Sermon | [ 23 ] |
| „Frontschwein”     | 2015 | –               | Frontschwein   | [ 28 ] |

## Nagrody i wyróżnienia
| Rok  | Kategoria                  | Tytułem        | Nagroda            | Uwagi      | Źródło |
| ---- | -------------------------- | -------------- | ------------------ | ---------- | ------ |
| 2007 | The Best Black Metal Album | Rom 5:12       | Metal Storm Awards | 10 miejsce | [ 45 ] |
| 2009 | The Best Black Metal Album | Wormwood       | Metal Storm Awards | 10 miejsce | [ 46 ] |
| 2012 | The Best Black Metal Album | Serpent Sermon | Metal Storm Awards | 14 miejsce | [ 47 ] |
| 2015 | The Best Black Metal Album | Frontschwein   | Metal Storm Awards | 12 miejsce | [ 48 ] |